# Сетте-Дабан
Хребет Сетте-Дабан — гірський хребет у системі Верхоянського хребта Східносибірського нагір'я.

## Географія
Розташований у Республіці Саха і Хабаровському краї Росії. Примикає на півдні до Станового нагір'я та Джугджур а на півночі до краю Верхоянського хребта. Розміщений у  меридіанальному напрямку. Верхоянський хребет та Сетте-Дабан у 1930-х роках вважали єдиним цілим.
Довжина хребта Сетте-Дабан — 650 км, найбільша висота — до 2102 м. Найвища частина хребта знаходиться між річками Східна Хандига та Ханда. У північному та південному напрямках високогірний рельєф поступово змінюється на середньо- а потім і на низько гірський.

## Геологія
Сетте-Дабан складається з вапняків та пісковиків нижнього палезозою, східний схил з прорваних гранітів та пермських пісковиків. 
Схили хребта покриті модриновими лісами; на висотах понад 1000 метрів переважають кедровий стланик і гірська тундра.

## Флора та фауна
Основу теріофауни хребта Сетте-Дабан складають 27 видів. Земноводний ареал хребта Сетте-Дабан: жаба сибірська та сибірський кутозуб.